# Emily Beatrice Bland

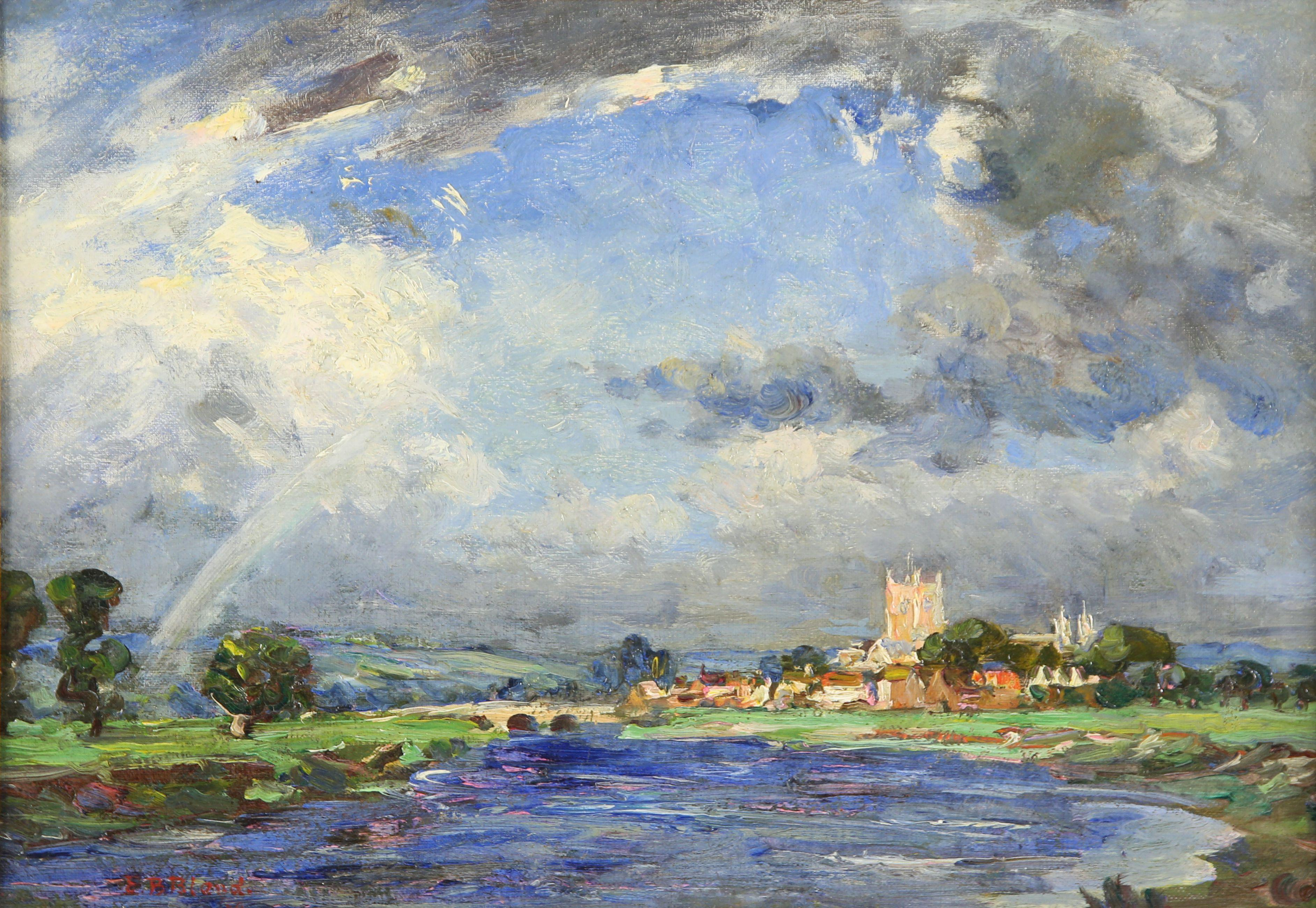
Emily Beatrice Bland: Flusslandschaft, möglicherweise Christchurch, Dorset, mit Priory und Brücke (Öl auf Leinwand, 52 × 35 cm)

Emily Beatrice Bland (* 11. Mai 1864 in Lincoln, England; † 20. Januar 1951 in London, England) war eine britische Malerin, die sich auf Landschaften, Stillleben und Blumenbilder spezialisierte.

## Leben
Emily Beatrice Bland wurde 1864 in Lincoln geboren und begann ihre künstlerische Ausbildung an der Lincoln School of Art. Von 1892 bis 1894 studierte sie an der Slade School of Fine Art in London bei Henry Tonks und Frederick Brown. Ihre Werke wurden regelmäßig in renommierten Institutionen wie der Royal Academy und den Liverpool Autumn Exhibitions ausgestellt. 1897 stellte sie erstmals im New English Art Club (NEAC) aus und wurde 1926 zum Mitglied gewählt. 1922 hatte sie eine Einzelausstellung in den Leicester Galleries in London. Bland war auch in anderen Galerien vertreten, darunter die Redfern Gallery und Arthur Tooth & Sons. Sie starb 1951 in London.

## Werk

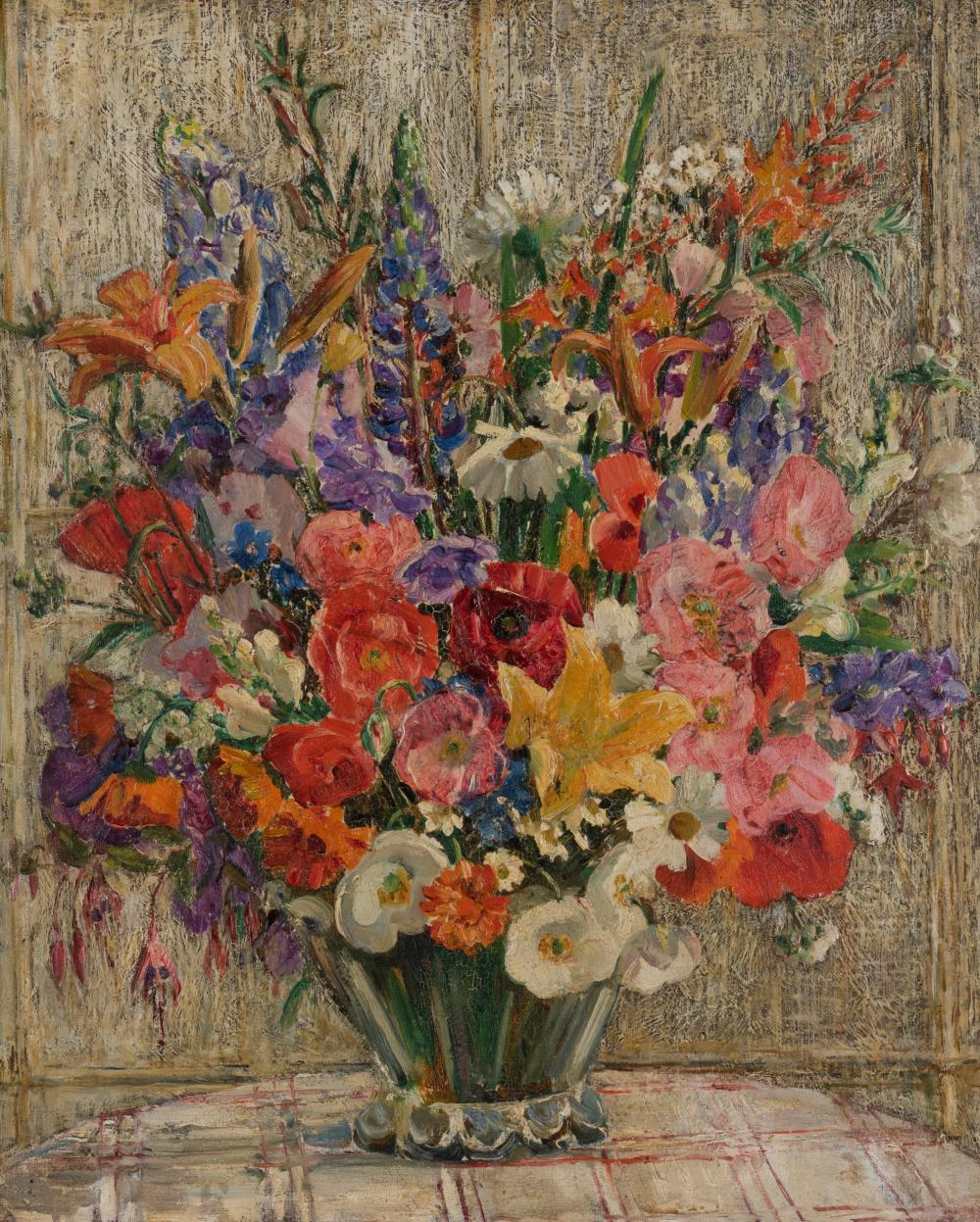
Emily Beatrice Bland: Spring Flowers (Öl auf Leinwand 59,5 × 49 cm)

Emily Beatrice Bland war bekannt für ihre Ölgemälde, die häufig Blumenstillleben, ländliche Szenen und Landschaften zeigen. Ihre Werke zeichnen sich durch eine subtile Farbpalette und eine ruhige, kontemplative Atmosphäre aus. Einige ihrer Gemälde wie Flowers in Sunlight (1935) und Crocuses (1947) zeigen ihre Fähigkeit, Licht und Textur einzufangen. Blands Werke befinden sich in öffentlichen Sammlungen wie der Tate Gallery und der Manchester Art Gallery.